# Blumenbachia insignis
Blumenbachia insignis là một loài thực vật có hoa trong họ Loasaceae. Loài này được Schrad. mô tả khoa học đầu tiên năm 1825.

## Hình ảnh

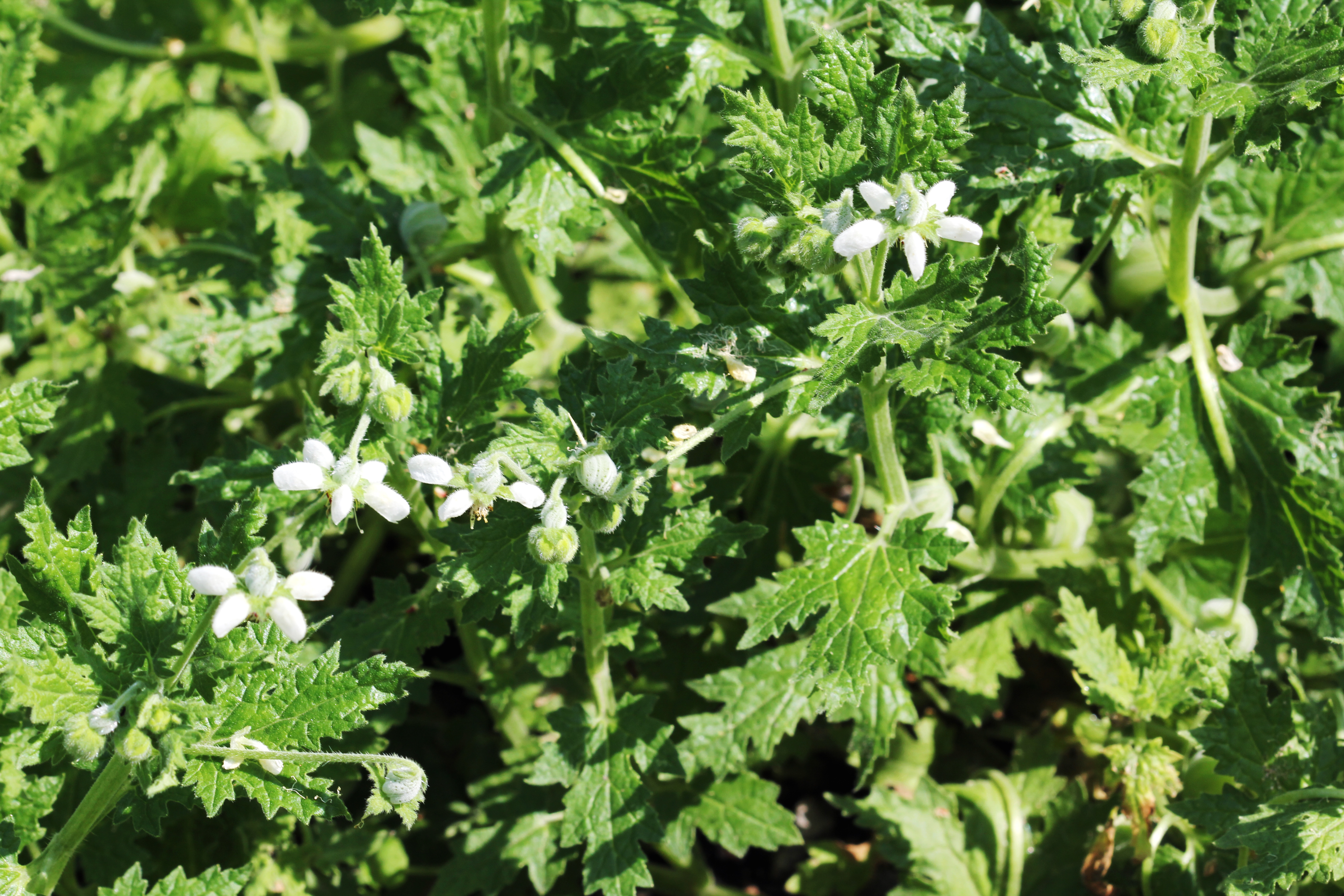
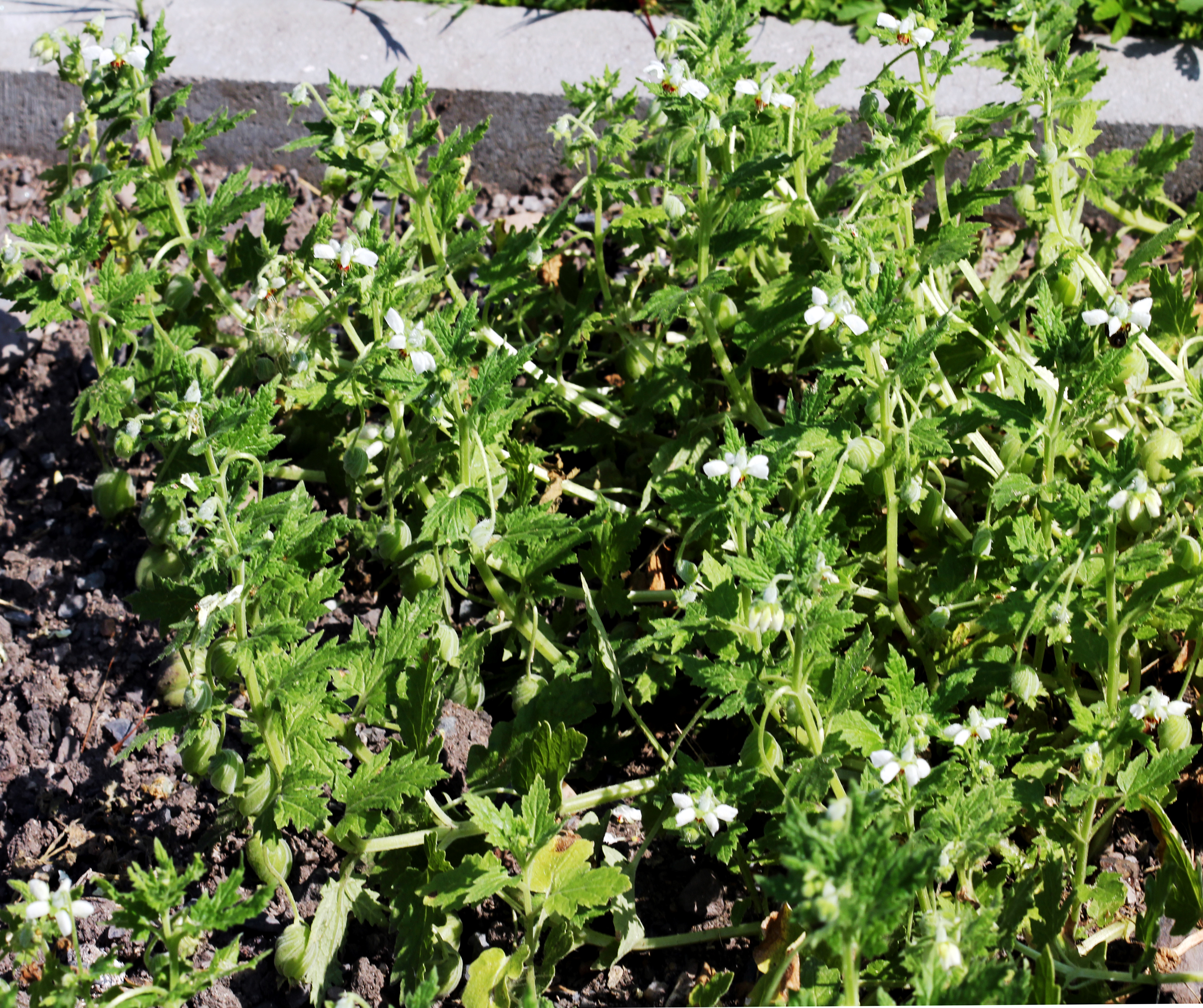
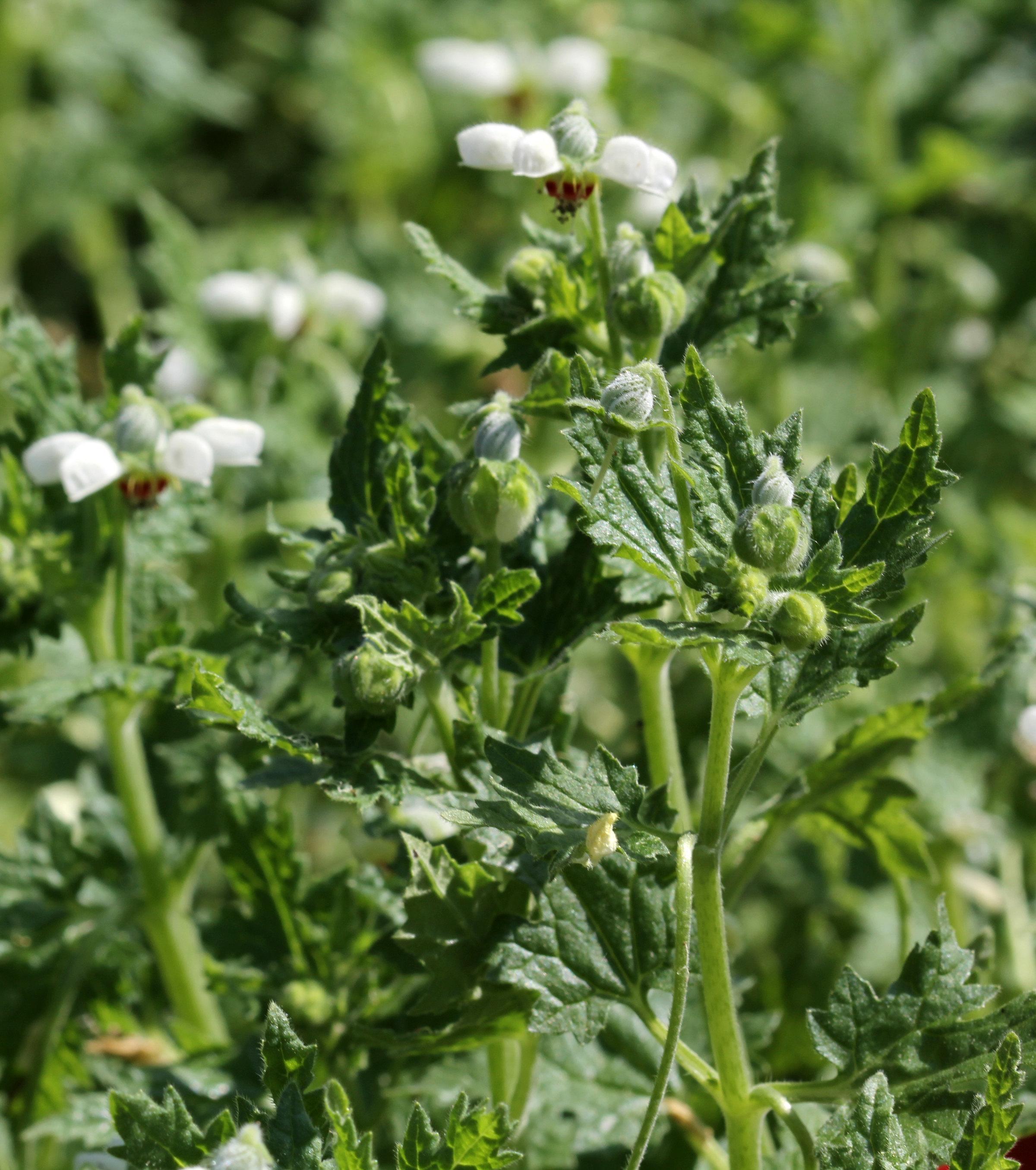
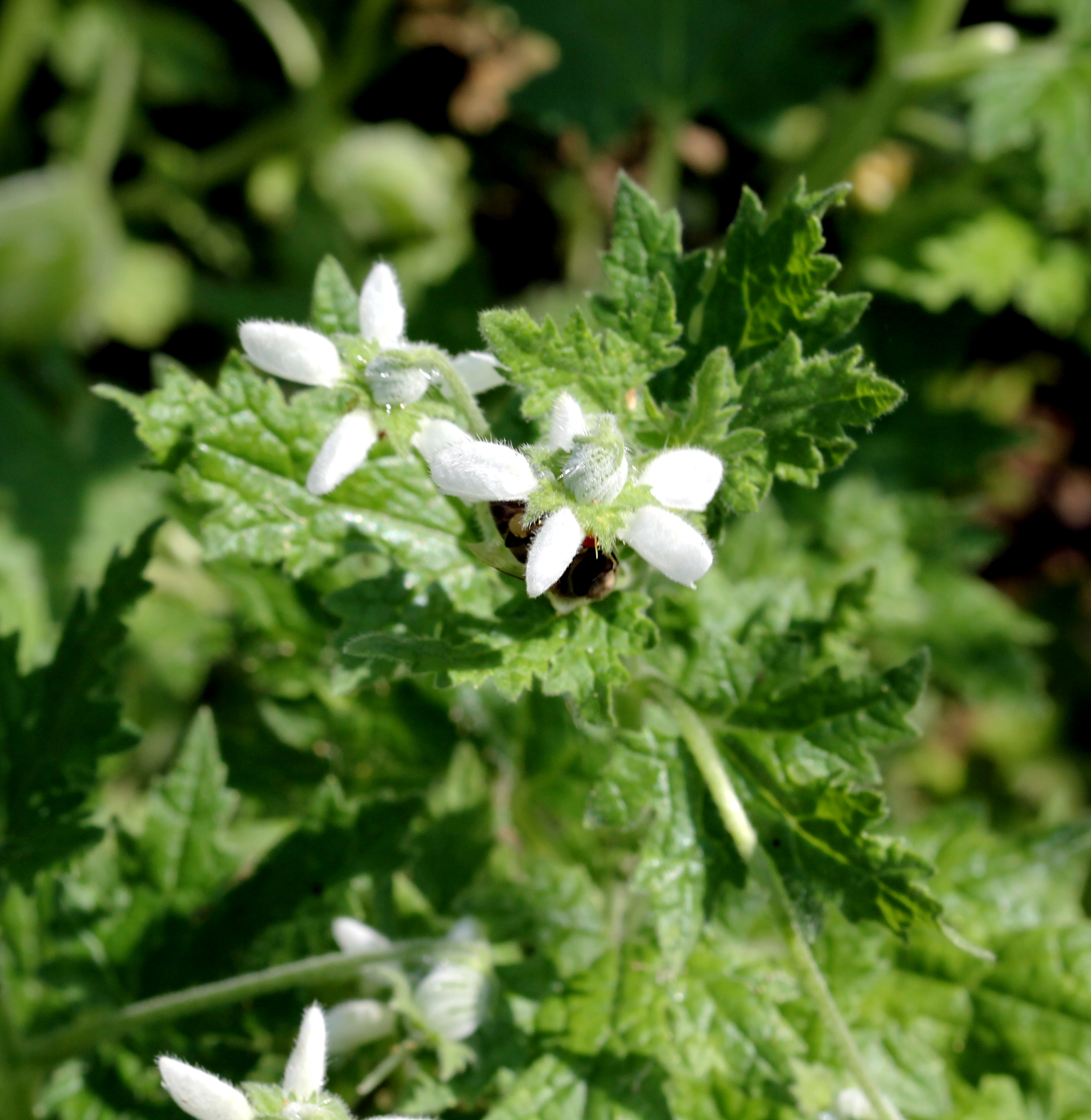